# 8047 Akikinoshita
8047 Akikinoshita eller 1995 BT3 är en asteroid i huvudbältet som upptäcktes den 31 januari 1995 av den japanska astronomen Takao Kobayashi vid Ōizumi-observatoriet. Den är uppkallad efter amatörastronomen Akihiko Kinoshita.
Asteroiden har en diameter på ungefär 6 kilometer.